# Paul Smart (Rennfahrer)
Paul Smart (* 23. April 1943 in  Eynsford, Kent; † 27. Oktober 2021) war ein britischer Motorradrennfahrer und gilt als Vorreiter des „Hanging Off“ (englisch: „Sich in die Kurve legen“).

## Karriere
Smart begann seine Laufbahn Ende der 1960er nach dem Besuch der Rennschule des TT-Fahrers Chas Mortimer zunächst auf Bultaco, bevor er zu Honda wechselte. Erste Erfolge fuhr er bei Straßenrennen in der 125er- und 250er-Klasse ein. Von 1970 bis 1972 trat Smart in der Motorrad-Weltmeisterschaft auf Yamaha an. In der 250er-, der 350er- und der 500er-Klasse konnte er immer wieder Erfolge einfahren, jedoch kein einziges Grand-Prix-Rennen gewinnen.

### Erfolge für Ducati
Für die Fans der italienischen Marke Ducati wurde Smart durch den Sieg beim 200-Meilen-Rennen von Imola 1972 zur Ikone. Auf der Ducati 750 GT, die mit großem Werbeaufwand an den Start gebracht worden war, siegte er völlig überraschend vor seinem Teamkollegen Bruno Spaggiari. Dabei stellte er auch einen neuen Rundenrekord auf. Dass Smart auf Ducati vor den dominierenden Marken – wie Norton mit Phil Read oder MV Agusta mit Giacomo Agostini – ins Ziel fuhr, begeisterte die 70.000 Zuschauer und die Presse.
Wie stark Smart quasi als moderner Mythos mit der Marke verbunden ist, zeigt die Tatsache, dass im Jahr 2006 ein auf 2.000 Stück limitiertes Motorrad, die „Paul Smart 1000 LE“, nach ihm benannt wurde. In der Firmengeschichte wurde diese Auszeichnung zuvor nur 1979 Mike Hailwood mit der „900 Mike Hailwood Replica“ und 2002 Carl Fogarty mit der „Monster S4 Fogarty“ zuteil.

### Fahrstil
Aus Angst vor Stürzen begann sich Smart in den frühen 1970er Jahren aktiv mit dem Oberkörper in die Kurve hineinzulegen, um das Motorrad aufrechter zu halten. Sein Landsmann und Schwager Barry Sheene perfektionierte Smarts Fahrstil schließlich zum Hanging Off. Smart gilt als Wegbereiter dieses den Rennsport bis heute beherrschenden Fahrstils.

## Privat
Nach seinem Rückzug aus dem Rennsport Mitte der 1970er Jahre führte Smart Motorradgeschäfte in seiner Heimat Kent und trat als Segler in Erscheinung. Er war seit 1971 mit der Schwester des Rennfahrers Barry Sheene verheiratet. Sein Sohn Scott Paul Smart trat ebenfalls als Rennfahrer, überwiegend in der nationalen Superbikemeisterschaft, in Erscheinung.
Paul Smart kam am 27. Oktober 2021 im Alter von 78 Jahren bei einem Verkehrsunfall ums Leben.

## Statistik
| Jahr | Klasse  | Maschine | Rennen                      |
| ---- | ------- | -------- | --------------------------- |
| 1970 | –       | Triumph  | Bol d’Or                    |
| 1971 | 350 cm³ | Yamaha   | North West 200              |
| 1972 | –       | Ducati   | 200-Meilen-Rennen von Imola |